# 东德航空1107号班机空难
东德航空1107号班机（德語：Interflug-Flug 1107），是一班由东德航空运营，从西德斯图加特飞往东德莱比锡的航班。1975年9月1日，一架执飞该航班的图-134在接近莱比锡时坠毁，机上的34人中有27人不幸遇难。

## 事故经过
事故发生时，该机正在精密進場雷達的引导下降落。当飞机高度降至决断高度后，飞行员依然看不到跑道灯，然而在这种情况下机组并没有按照规定复飞，机长继续下降直至这架飞机撞上一座仅有2-3米高的无线电信标。撞击造成左引擎脱落及左翼受损，飞机一侧旋即失去升力并坠地翻转。最后，因撞击断成三截的机身在距离最初着陆地点约400米远的地方停了下来，3名乘务员和23名乘客当即遇难,另有一名乘客在医院不治身亡。机上乘客大多是是前往莱比锡博览会的游客。

## 后续
生还的机组以及当班空中管制员事后都因这起事故入狱。
值得一提的是，在这起事故中，消防队员在事故发生后8分钟后到达现场，而根据消防队的承诺，消防员应该在五分钟内赶到。机场消防队因此受到批评。